# Florian Kirschke
Florian Kirschke (* 24. Mai 1992 in Hamburg) ist ein ehemaliger deutscher Fußballtorwart.

## Karriere
Nach seinen Anfängen in der Jugend des Hamburger SV, für den er elf Spiele in der B-Junioren-Bundesliga bestritt, wechselte er im Sommer 2009 in die Jugendabteilung des FC St. Pauli. Im Sommer 2011 wurde er in den Kader der zweiten Mannschaft in der Regionalliga Nord aufgenommen. Im Sommer 2013 wechselte er ligaintern zum ETSV Weiche Flensburg. Mit seinem Verein wurde er in der Saison 2017/18 Meister, scheiterte allerdings in den Aufstiegsspielen zur 3. Liga am Meister der Regionalliga Nordost Energie Cottbus. Dafür konnte er in diesem Jahr den ersten von zwei Titeln im SHFV-Pokal erringen. Auch in der Saison 2020/21 konnte er mit seiner Mannschaft die Meisterschaft erringen, allerdings stellte der Verein keinen Antrag auf eine Drittligalizenz und konnte somit nicht aufsteigen.
Nach 234 Ligaspielen in neun Spielzeiten wechselte er im Sommer 2022 zum Ligakonkurrenten VfB Lübeck. Mit seinem Verein wurde er am Ende der Saison 2022/23 Meister und stieg in die 3. Liga auf. Außerdem konnte er in dieser Spielzeit mit seiner Mannschaft auch den SHFV-Pokal erringen. Für seine Leistungen wurde er vom Verband als Torhüter der Saison ausgezeichnet. Seinen ersten Profieinsatz hatte er am 8. Oktober 2023, dem 10. Spieltag, als er bei der 0:1-Heimniederlage gegen den SC Freiburg II in der Startformation stand. Aufgrund anhaltender Rückenprobleme gab er Ende November 2023 sein Karriereende zur Winterpause bekannt.

## Erfolge
ETSV/SV Weiche Flensburg
- Meister der Regionalliga Nord: 2018, 2021
- SHFV-Pokal-Sieger: 2018, 2021

VfB Lübeck
- Meister der Regionalliga Nord und Aufstieg in die 3. Liga: 2023
- SHFV-Pokal-Sieger: 2023